# Општина Бунила (Хунедоара)
Бунила (рум. Bunila) општина је у Румунији у округу Хунедоара.
Oпштина се налази на надморској висини од 872 m.